# La Conquista (Novela gráfica)
La Conquista (Novela gráfica) se trata del segundo número de la colección Nueva Historia Mínima de México y es una adaptación gráfica en formato de cómic del texto escrito por el historiador Bernardo García Martínez publicado en el libro Historia mínima de México de El Colegio de México en 2004. La adaptación del guion fue realizada por Francisco de la Mora Rodrigo Santos y las ilustraciones fueron realizadas por Ricardo Peláez y José Luis Pescador. Esta novela gráfica es parte de la colección realizada en conmemoración del Bicentenario de México

## Argumento
El cómic continua la historia de Pascual, un niño originario de la Ciudad de México que junto a su abuelo Pascasio, dueño de una librería en el centro de la capital, descubren la Historia de México desde el México prehispánico hasta la Revolución mexicana.
Esta segunda entrega inicia con Pascasio y Pascual preparándose para iniciar un pequeño viaje. En el trayecto el abuelo cuenta sobre la consolidación del poderío hispano en Europa, la expansión territorial en las islas del Caribe, el asentamiento en La Habana y la conformación de expedición liderada por Hernán Cortés.
Una vez que los españoles llegaron al territorio, Pascasio relata a su nieto, cómo los españoles avanzaron por territorio mesoamericano forjando alianzas con los pueblos enemigos de Tenochtitlan y algunos otros que buscaban liberarse del pago de tributos a la Triple Alianza (México) liderada por México-Tenochtitlan y de esa manera Pascual conoce algunas de las batallas más importantes de ese periodo.
AL llegar a Cholula, Pascasio detalla los acontecimientos conocidos como Matanza de Cholula y el avance de las fuerzas aliadas españolas y tlaxcaltecas hacia la capital mexica. También aprovecha para conversar sobre la expedición de Diego Velázquez, la salida de Cortes de Tenochtitlan y la Matanza de Tóxcatl. El clímax de la novela llega con una detallada explicación sobre la batalla, sitio y conquista de la capital mexica.
Finalmente se detalla la conformación del nuevo gobierno implantado por los españoles, la nueva división territorial, la introducción del sistema de encomiendas y la llegada de más españoles. Además, el cómic hace un recorrido visual que permite conocer la vida cotidiana de españoles e indígenas en este periodo, enfatizando aspectos como la llegada de nuevas enfermedades desconocidas para los indígenas como la Epidemia de viruela en Tenochtitlán, la llegada de las órdenes mendicantes encargadas de la evangelización de los indígenas, las diversas campañas militares realizadas a lo largo del territorio mesoamericano posterior a la caída de Tenochtitlan así como, los conflictos sociales y espirituales que conllevó el sometimiento de los indígenas.
Sentando las bases para el siguiente número dedicado al periodo colonial.